# Old Harbor
Old Harbor is een plaats (city) in de Amerikaanse staat Alaska, en valt bestuurlijk gezien onder Kodiak Island Borough.

## Demografie
Bij de volkstelling in 2000 werd het aantal inwoners vastgesteld op 237.
In 2006 is het aantal inwoners door het United States Census Bureau geschat op 216, een daling van 21 (-8.9%).

## Geografie
Volgens het United States Census Bureau beslaat de plaats een oppervlakte van
70,4 km², waarvan 54,4 km² land en 16,0 km² water.

## Plaatsen in de nabije omgeving
De onderstaande figuur toont nabijgelegen plaatsen in een straal van 80 km rond Old Harbor.